# Persone di cognome Martino
| Questa pagina contiene informazioni ricavate automaticamente dalle voci biografiche con l'ausilio del template Bio e di un bot. L'aggiornamento è periodico e automatico e ricostruisce completamente la pagina. Se manca una persona in questa lista, sei pregato di non aggiungerla, ma accertati piuttosto che la sua voce biografica contenga il template Bio e che i dati anagrafici siano correttamente compilati. Se il template Bio manca, inseriscilo tu stesso o, in alternativa, metti l'avviso {{tmp\|Bio}} che ne segnala la mancanza. Se i dati riportati sono sbagliati, correggi direttamente la voce biografica; le modifiche saranno visibili in questa lista entro pochi giorni. Per chiarimenti vedi il progetto antroponimi. La lista contiene solo le 52 persone che sono citate nell'enciclopedia e per le quali è stato implementato correttamente il template Bio. Pagina aggiornata al 17 ott 2024. |

Questa è una lista di persone presenti nell'enciclopedia che hanno il cognome Martino, suddivise per attività principale.

## Allenatori di calcio(3)
- Gerardo Martino, allenatore di calcio e ex calciatore argentino (Rosario, n. 1962)
- Massimo Martino, allenatore di calcio e ex calciatore lussemburghese (Lussemburgo, n. 1990)
- Tonino Martino, allenatore di calcio e ex calciatore italiano (Turrivalignani, n. 1969)

## Allenatori di pallacanestro(1)
- Antimo Martino, allenatore di pallacanestro italiano (Isernia, n. 1978)

## Antropologi(1)
- Ernesto de Martino, antropologo, storico delle religioni e filosofo italiano (Napoli, n. 1908 - Roma, † 1965)

## Artisti(1)
- Nicola Maria Martino, artista e pittore italiano (Lesina, n. 1946)

## Attori(2)
- Francesco Martino, attore italiano (Roma, n. 1981)
- John Martino, attore statunitense (Brooklyn, n. 1937)

## Attrici(2)
- Ludovica Martino, attrice italiana (Roma, n. 1997)
- Maria Teresa Martino, attrice italiana (Chieti, n. 1952)

## Avvocati(1)
- Antonino Martino, avvocato e politico italiano (Messina, n. 1855 - Messina, † 1935)

## Batteristi(1)
- Walter Martino, batterista italiano (Milano, n. 1953)

## Briganti(1)
- Nino Martino, brigante italiano

## Calciatori(2)
- Ángelo Martino, calciatore argentino (Rafaela, n. 1998)
- Kyle Martino, ex calciatore statunitense (Atlanta, n. 1981)

## Cantanti(4)
- Al Martino, cantante e attore statunitense (Filadelfia, n. 1927 - Springfield, † 2009)
- Bruno Martino, cantante, compositore e pianista italiano (Roma, n. 1925 - Roma, † 2000)
- Miranda Martino, cantante e attrice italiana (Moggio Udinese, n. 1933)
- Ray Martino, cantante e attore italiano (Lecce, n. 1928 - Cinisello Balsamo, † 2019)

## Cardinali(1)
- Renato Raffaele Martino, cardinale e arcivescovo cattolico italiano (Salerno, n. 1932)

## Cestisti(1)
- Alexander Martino, cestista svizzero (Lugano, n. 1998)

## Chitarristi(1)
- Pat Martino, chitarrista e compositore statunitense (Filadelfia, n. 1944 - † 2021)

## Compositori(1)
- Donald Martino, compositore statunitense (Plainfield, n. 1931 - Antigua, † 2005)

## Dirigenti sportivi(1)
- Gabriele Martino, dirigente sportivo italiano (Reggio Calabria, n. 1951)

## Discoboli(1)
- Marco Martino, ex discobolo italiano (Roma, n. 1960)

## Fotografi(1)
- Enrico Martino, fotografo e giornalista italiano (Torino, n. 1948)

## Fumettisti(1)
- Stefano Martino, fumettista e blogger italiano (Genova, n. 1970)

## Ginnasti(1)
- Francesco Martino, ginnasta italiano (Bari, n. 1900 - Bari, † 1965)

## Giocatori di calcio a 5(1)
- Antonino Martino, giocatore di calcio a 5 italiano (Reggio Calabria, n. 1987)

## Giornalisti(1)
- Giorgio Martino, giornalista e telecronista sportivo italiano (Roma, n. 1942)

## Magistrati(1)
- Giuseppe Martino, magistrato e politico italiano (Ceglie del Campo, n. 1851 - Roma, † 1933)

## Militari(1)
- Ernesto Martino, militare italiano (Melfi, n. 1964)

## Neuroscienziati(1)
- Gianvito Martino, neuroscienziato italiano (Bergamo, n. 1962)

## Nuotatrici(1)
- Angel Martino, ex nuotatrice statunitense (Tuscaloosa, n. 1967)

## Pallavolisti(1)
- Matteo Martino, pallavolista italiano (Alessandria, n. 1987)

## Pistard(1)
- Giuseppe Martino, pistard e ciclista su strada italiano (Castelmagno, n. 1915 - Nizza, † 2001)

## Politici(9)
- Antonio Martino, politico e economista italiano (Messina, n. 1942 - Roma, † 2022)
- Antonio Martino, politico italiano (Popoli, n. 1976)
- Edoardo Martino, politico italiano (Alessandria, n. 1910 - Alessandria, † 1999)
- Enrico Martino, politico e diplomatico italiano (La Spezia, n. 1907 - † 1981)
- Francesco Martino, politico italiano (Messina, n. 1937 - Messina, † 2017)
- Gaetano Martino, politico e medico italiano (Messina, n. 1900 - Roma, † 1967)
- Guido Martino, politico e medico italiano (Milano, n. 1929 - Cuneo, † 2001)
- Leopoldo Attilio Martino, politico italiano (Ceva, n. 1928 - Cuneo, † 2019)
- Pierdomenico Martino, politico italiano (Roma, n. 1963)

## Produttori cinematografici(1)
- Luciano Martino, produttore cinematografico, regista e sceneggiatore italiano (Napoli, n. 1933 - Malindi, † 2013)

## Registi(2)
- Sergio Martino, regista e sceneggiatore italiano (Roma, n. 1938)
- Steve Martino, regista statunitense (Dayton, n. 1959)

## Senatori(1)
- Lucio Lucceio Martino, senatore romano

## Soprani(1)
- Adriana Martino, soprano, cantante e regista teatrale italiana (Caserta, n. 1931)

## Vescovi cattolici(1)
- Joseph Francis Martino, vescovo cattolico statunitense (Filadelfia, n. 1946)

## Senza attività specificata(1)
- Flavio Martino